# Tramonto

Tramonto a Forio, sull'isola d'Ischia

Il tramonto è il momento in cui un astro scompare sotto l'orizzonte.

## Descrizione
Dal punto di vista strettamente astronomico, il punto sull'orizzonte dal quale al tramonto transita il centro del disco solare corrisponde esattamente alla direzione dell'ovest solo nelle date degli equinozi: ad esempio, nell'emisfero boreale, esso si sposta rispettivamente a nord-ovest nei mesi primaverili ed estivi (raggiungendo il punto più a nord al solstizio d'estate) e a sud-ovest nei mesi autunnali e invernali (analogamente, raggiungendo il punto più a sud al solstizio d'inverno). La zona dell'orizzonte compresa tra il punto più a nord e quello più a sud è detta zona occasa.
Al tramonto o al sorgere del Sole è possibile, a volte, osservare un raggio verde.

## Posizione all'orizzonte

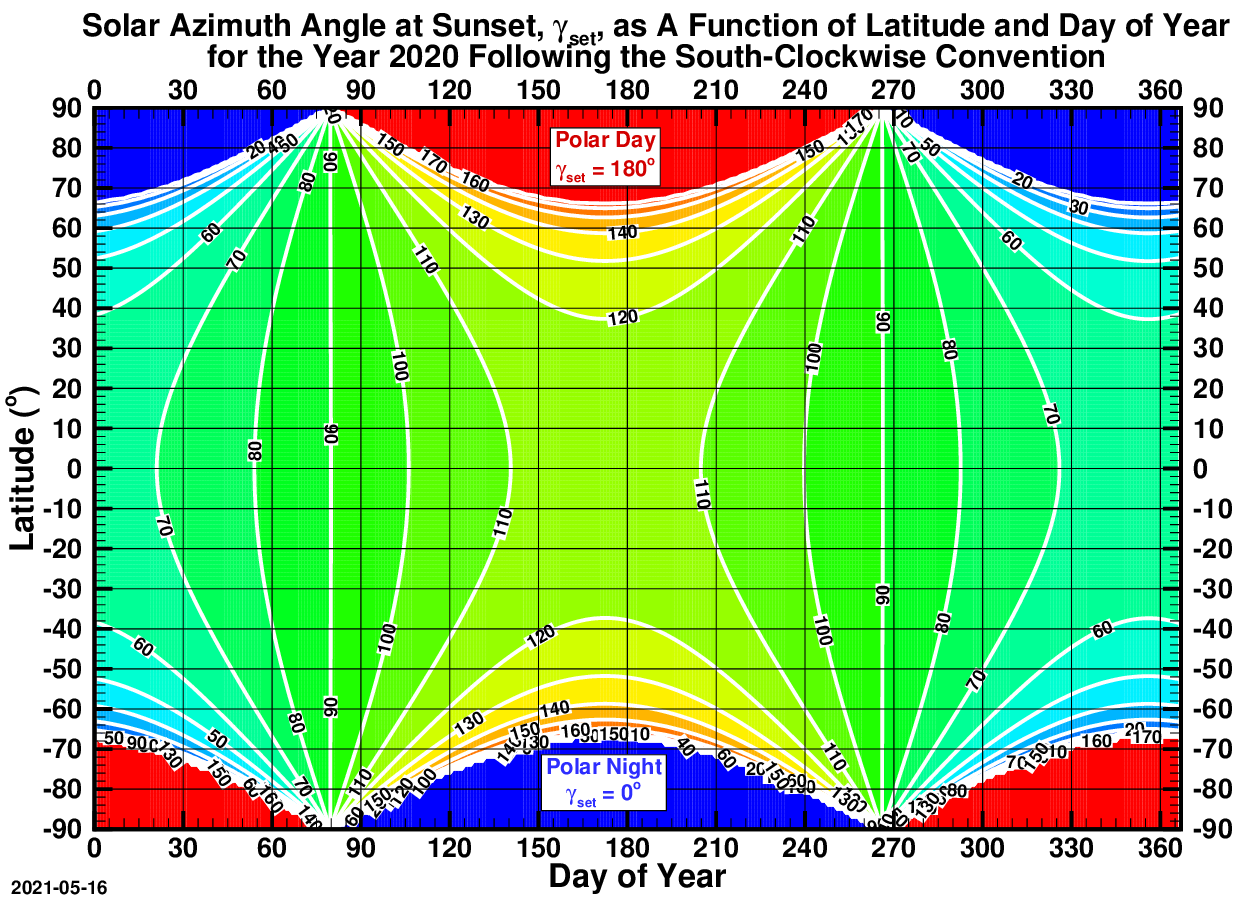
La figura è calcolata utilizzando la routine della geometria solare come segue: 1.) Per una data latitudine e un dato spazio temporale (una data precisa), calcolare la declinazione del Sole usando longitudine e mezzogiorno solare come input per la routine; 2.) Calcolare l'angolo dell'ora del tramonto usando l'equazione del tramonto; 3.) Calcolare l'ora del tramonto, che è l'ora di mezzogiorno solare più l'angolo dell'ora del tramonto in gradi diviso per 15; 4.) Utilizzare l'ora del tramonto come input per la routine di geometria solare per ottenere l'angolo azimutale solare al tramonto. In figura si può vedere l'angolo azimutale solare al tramonto,, in funzione della latitudine e del giorno dell'anno per l'anno 2020 secondo la convenzione sud-oraria, il che significa se, allora è nel 3° quadrante; se, quindi è nel 2° quadrante. Una caratteristica della figura è l'apparente simmetria emisferica nelle regioni in cui si verificano effettivamente l'alba e il tramonto giornalieri. Tale simmetria diventa chiara se la relazione emisferica nell'equazione dell'alba viene applicata alle componenti x e y del vettore solare presentato in figura.

## Colori

Crepuscolo serale a Joshua Tree, California, che mostra la separazione dei colori gialli nella direzione dal Sole sotto l'orizzonte dell'osservatore e le componenti blu sparse dal cielo circostante

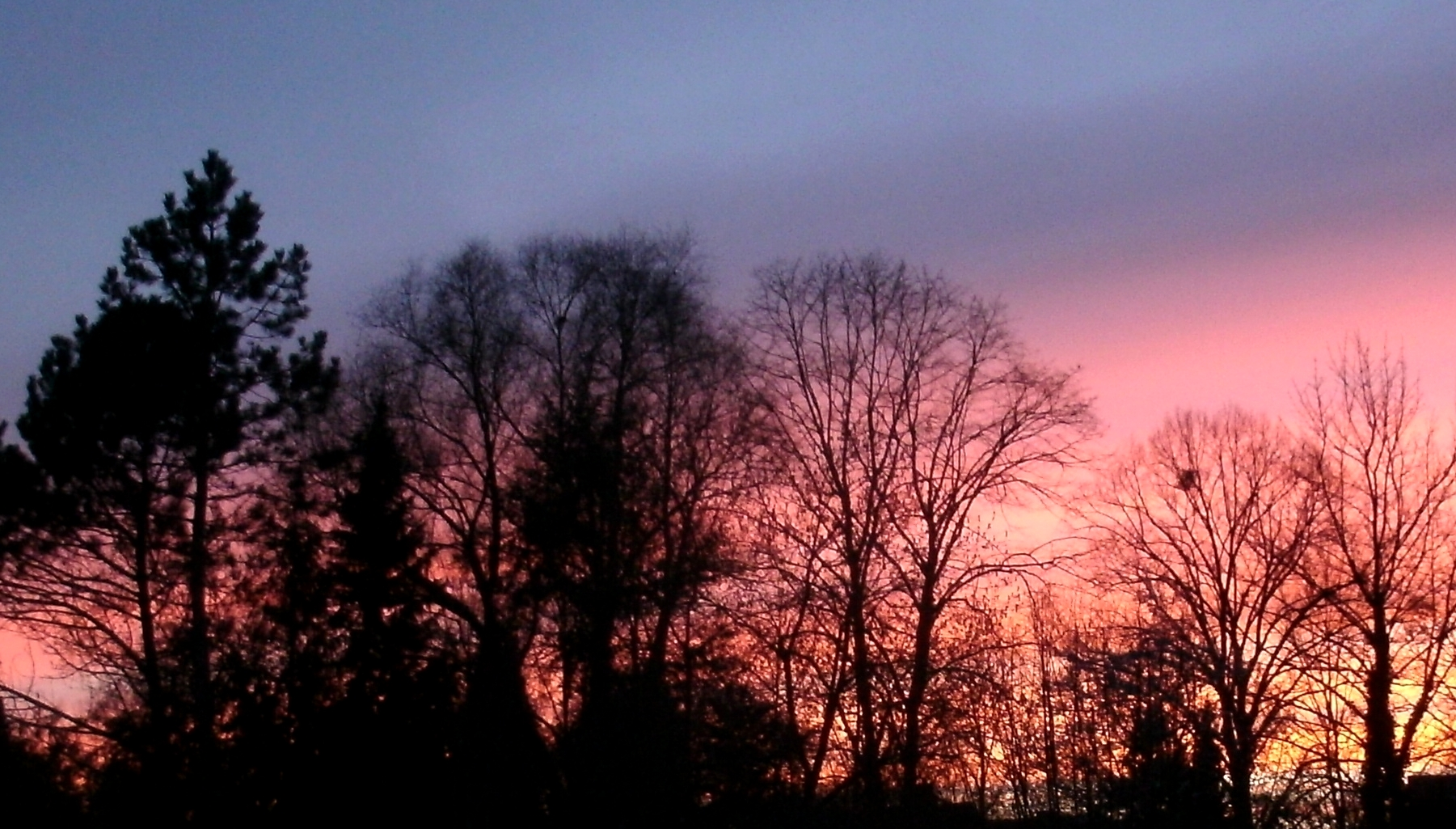
Forte controluce nel tramonto rosa sulla Bergisches Land

Quando un raggio di luce solare bianca viaggia attraverso l'atmosfera verso un osservatore, alcuni dei colori vengono dispersi fuori dal raggio da molecole d'aria e particelle sospese nell'aria, cambiando il colore finale del raggio che lo spettatore vede.
Poiché i componenti della lunghezza d'onda più corta, come il blu e il verde, si diffondono più fortemente, questi colori vengono preferibilmente rimossi dal raggio. All'alba e al tramonto, quando il percorso attraverso l'atmosfera è più lungo, le componenti blu e verde vengono rimosse quasi completamente, lasciando le tonalità arancioni e rosse della lunghezza d'onda più lunga vediamo in quei momenti. La luce solare arrossata rimanente può quindi essere dispersa da goccioline di nuvole e altre particelle relativamente grandi per illuminare l'orizzonte di rosso e arancione. La rimozione delle lunghezze d'onda più corte della luce è dovuta allo scattering di Rayleigh da parte di molecole d'aria e particelle molto più piccole della lunghezza d'onda della luce visibile (meno di 50 nm di diametro). Lo scattering da parte di goccioline di nubi e altre particelle con diametri paragonabili o maggiori delle lunghezze d'onda della luce solare (> 600 nm) è dovuto allo scattering di Mie e non è fortemente dipendente dalla lunghezza d'onda. Lo scattering di Mie è responsabile della luce diffusa dalle nuvole e anche dell'alone diurno di luce bianca attorno al Sole.
I colori del tramonto sono in genere più brillanti dei colori dell'alba, perché l'aria della sera contiene più particelle dell'aria del mattino. A volte appena prima dell'alba o dopo il tramonto si può vedere un lampo verde.

## Vista storica
L'astronomo del XVI secolo Nicolaus Copernicus è stato il primo a presentare al mondo un modello matematico dettagliato e alla fine ampiamente accettato a sostegno della premessa che la Terra si sta muovendo e il Sole rimane effettivamente fermo, nonostante l'impressione dal nostro punto di vista di un Sole in movimento.

## Tramonto su altri pianeti
Il tramonto esiste anche sugli altri pianeti, ma è differente a causa della distanza dal sole al pianeta e della composizione atmosferica. 

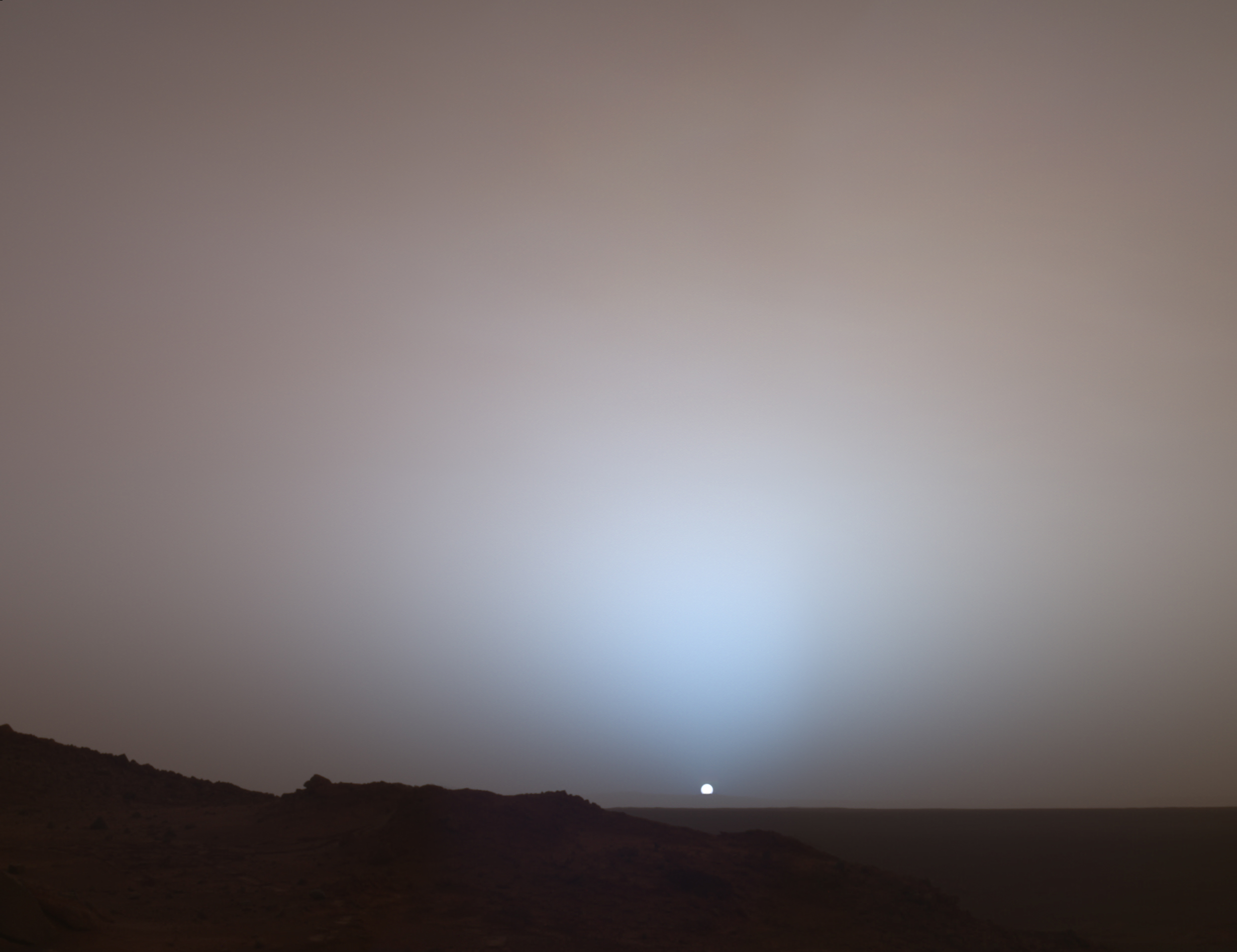
Il tramonto marziano

### Marte
Su Marte, il Sole al tramonto appare circa due terzi delle dimensioni di come appare dalla Terra, a causa della maggiore distanza tra Marte e il Sole. I colori sono in genere sfumature di blu, ma alcuni tramonti marziani durano molto più a lungo e appaiono molto più rossi di quanto sia tipico sulla Terra. I colori del tramonto marziano differiscono infatti da quelli della Terra. Marte ha un'atmosfera sottile, priva di ossigeno e azoto, quindi la diffusione della luce non è dominata da un processo di Rayleigh Scattering. Invece, l'aria è piena di polvere rossa, sospinta nell'atmosfera da forti venti, quindi il colore del suo cielo è determinato principalmente da un processo di Mie Scattering, che si traduce in più sfumature blu rispetto a un tramonto terrestre. Uno studio ha anche riportato che la polvere marziana alta nell'atmosfera può riflettere la luce solare fino a due ore dopo il tramonto del Sole, proiettando un bagliore diffuso sulla superficie di Marte.

## Il tramonto nell'arte
Nella storia dell'arte e nella fotografia il tramonto è stato molto utilizzato come soggetto e interpretato in vari modi e dai vari movimenti artistici che si sono susseguiti nel tempo.

### Esempi

Il Tramonto di Giorgione, 1506-1510
Sunset at Pourville, Claude Monet, 1882
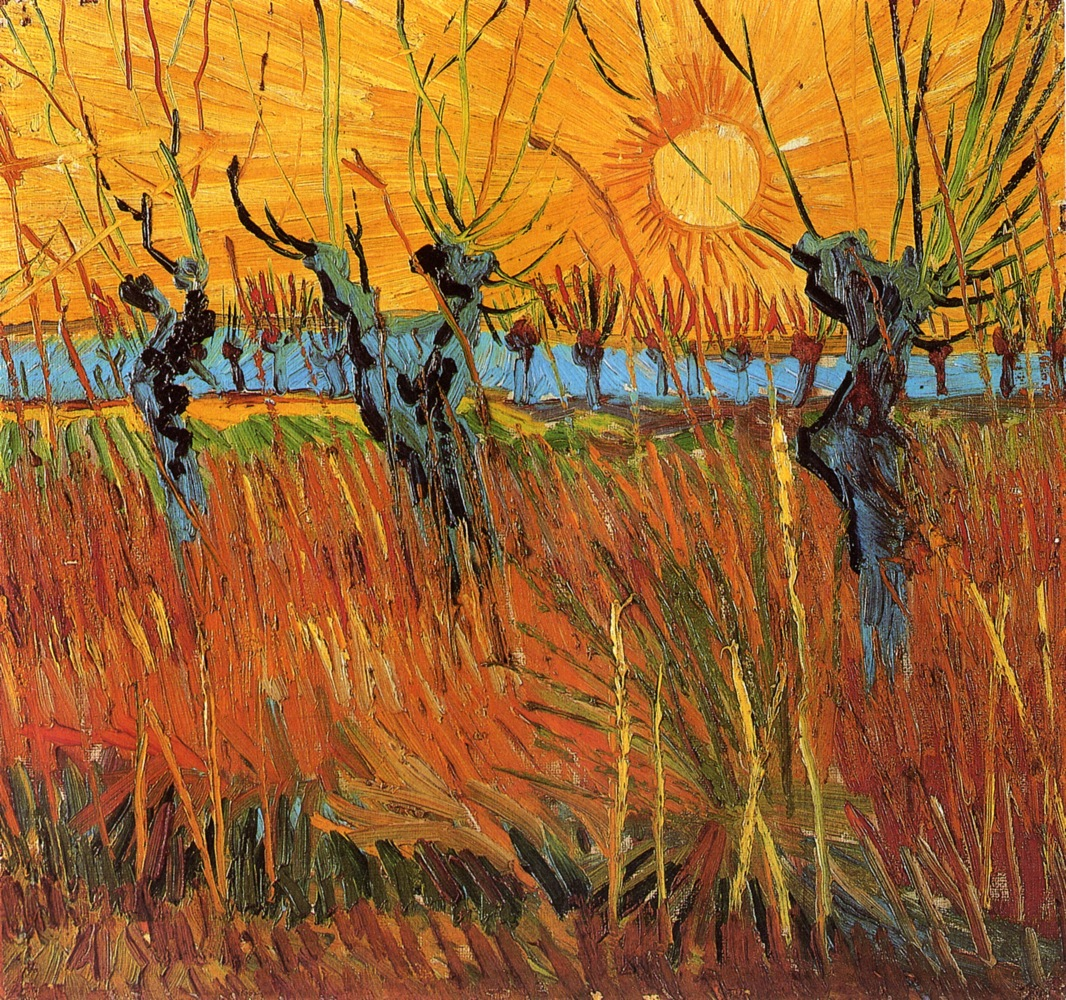
Salici al tramonto, Vincent Willem van Gogh, 1888
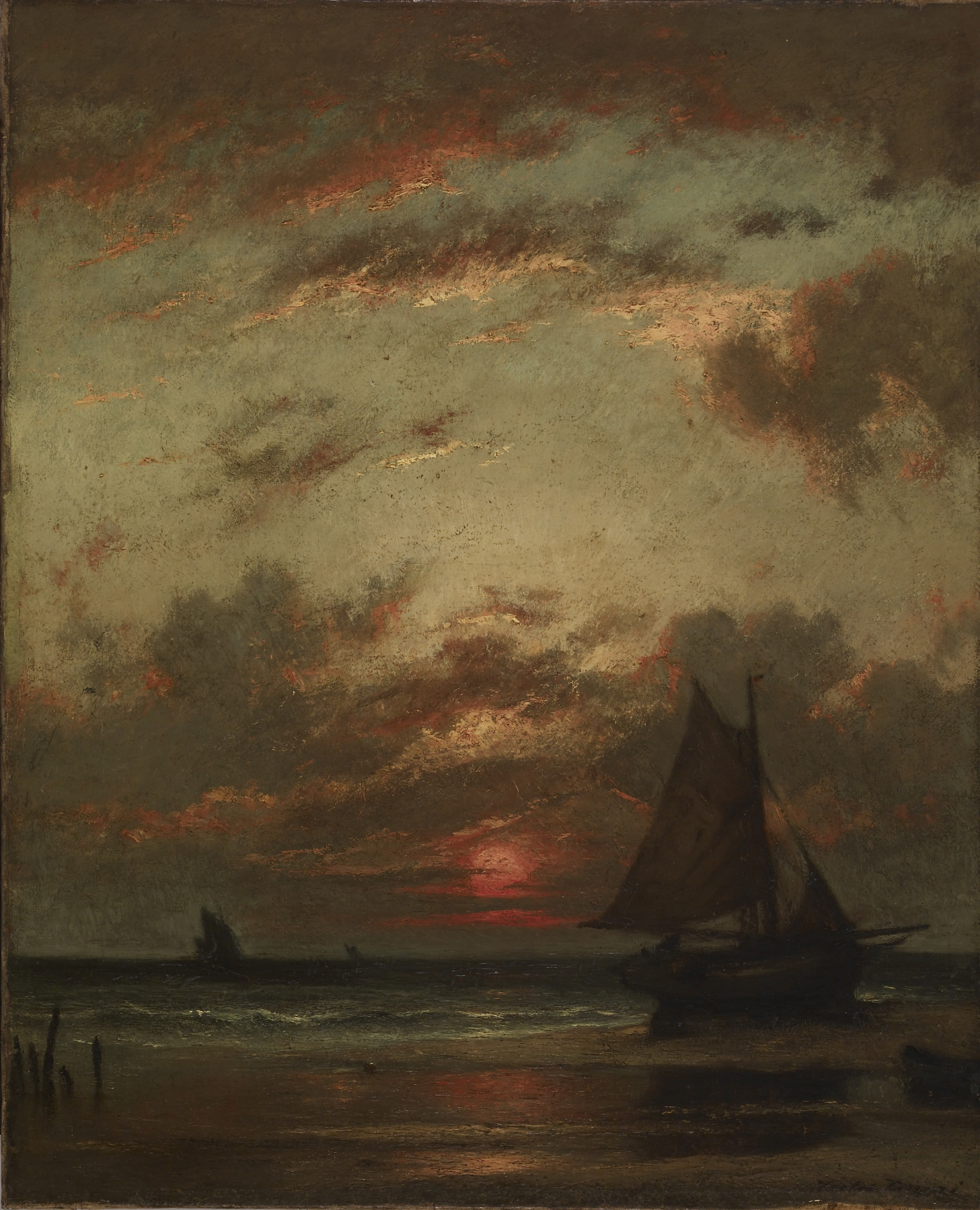
Jules Dupré, Tramonto sulla costa, 1870-1875

## Galleria d'immagini

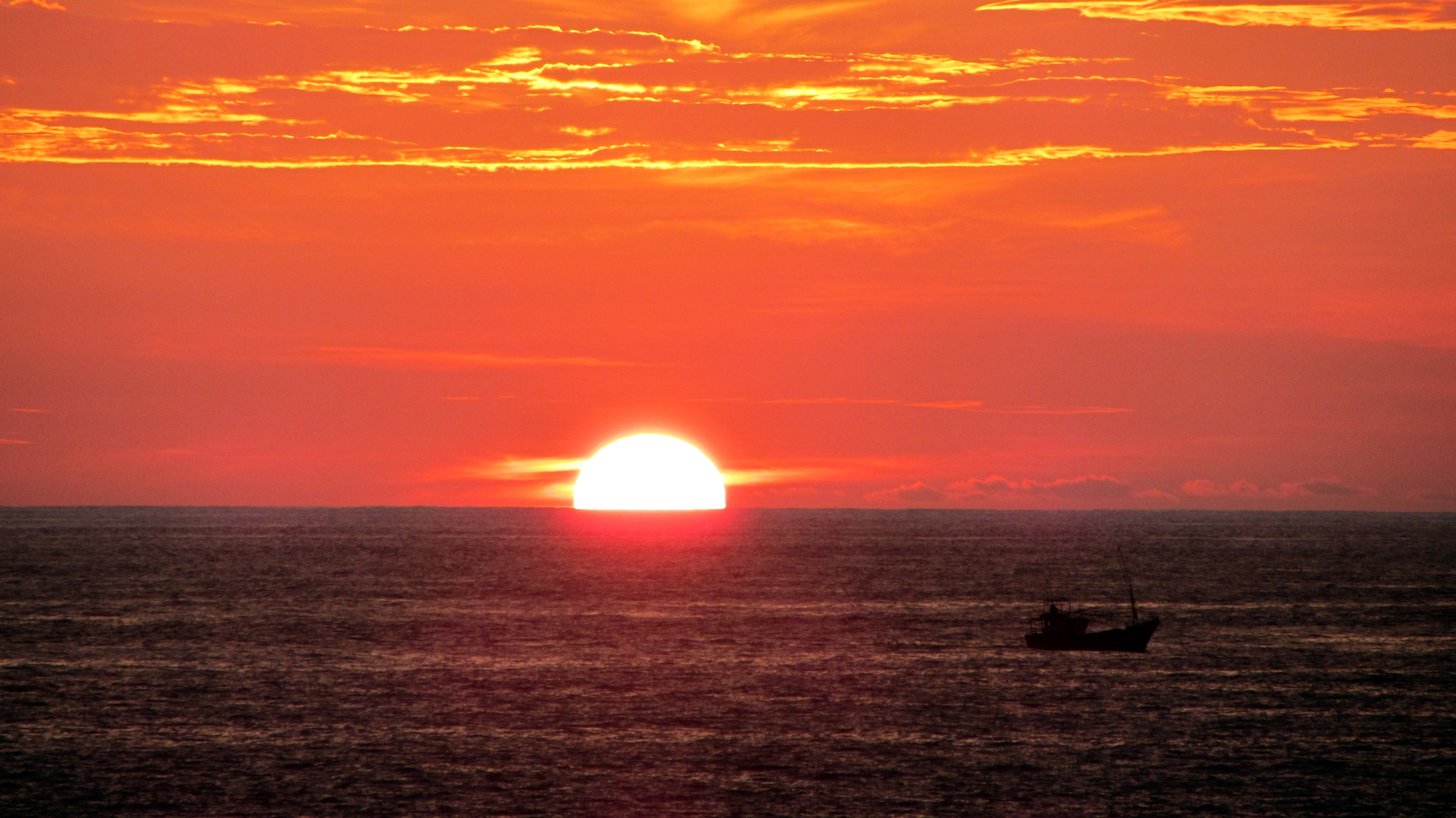
Chiara vista a mezzo disco di un tramonto a Hikkaduwa, Sri Lanka
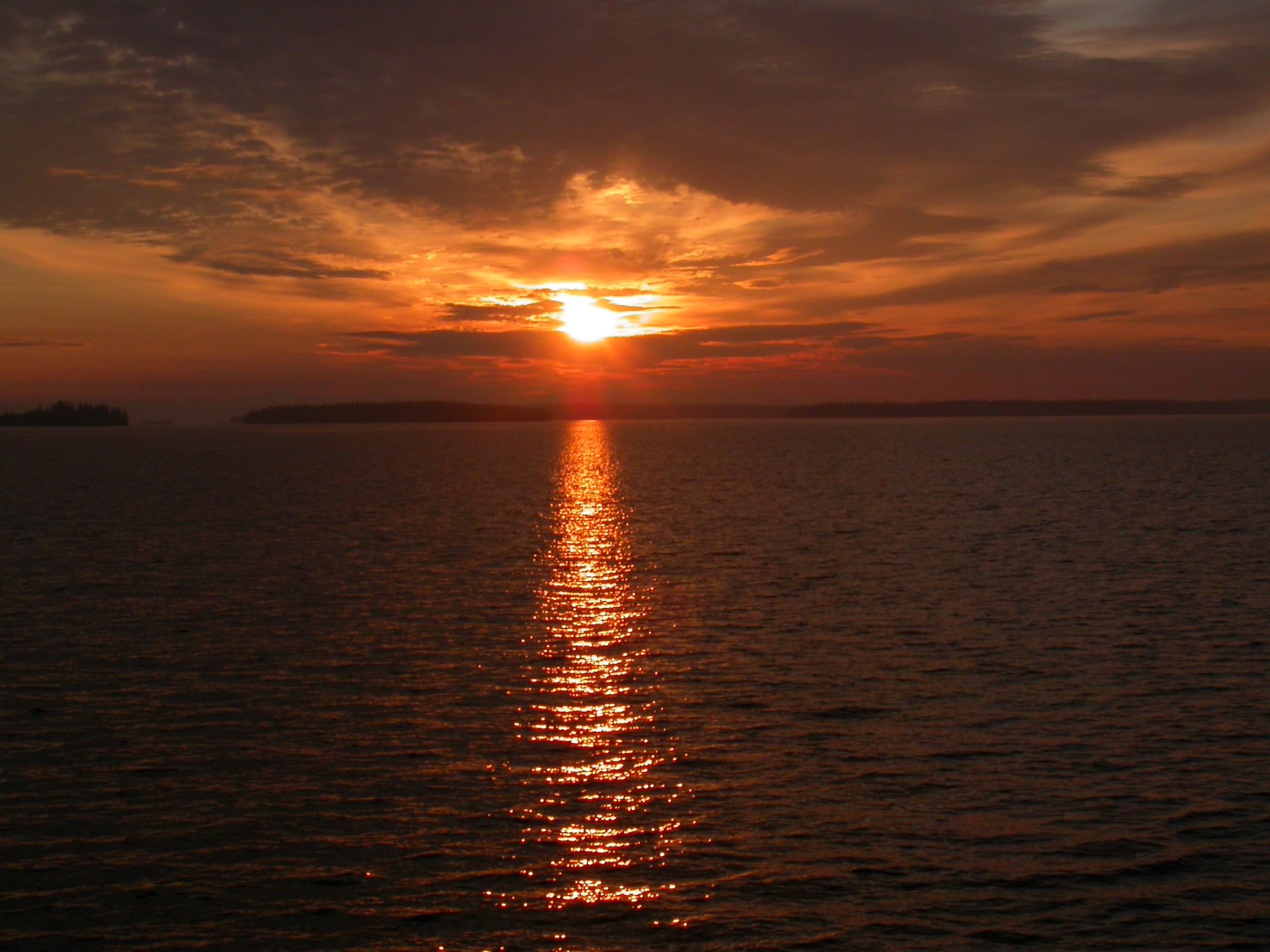
Tramonto nella Repubblica di Carelia, Russia
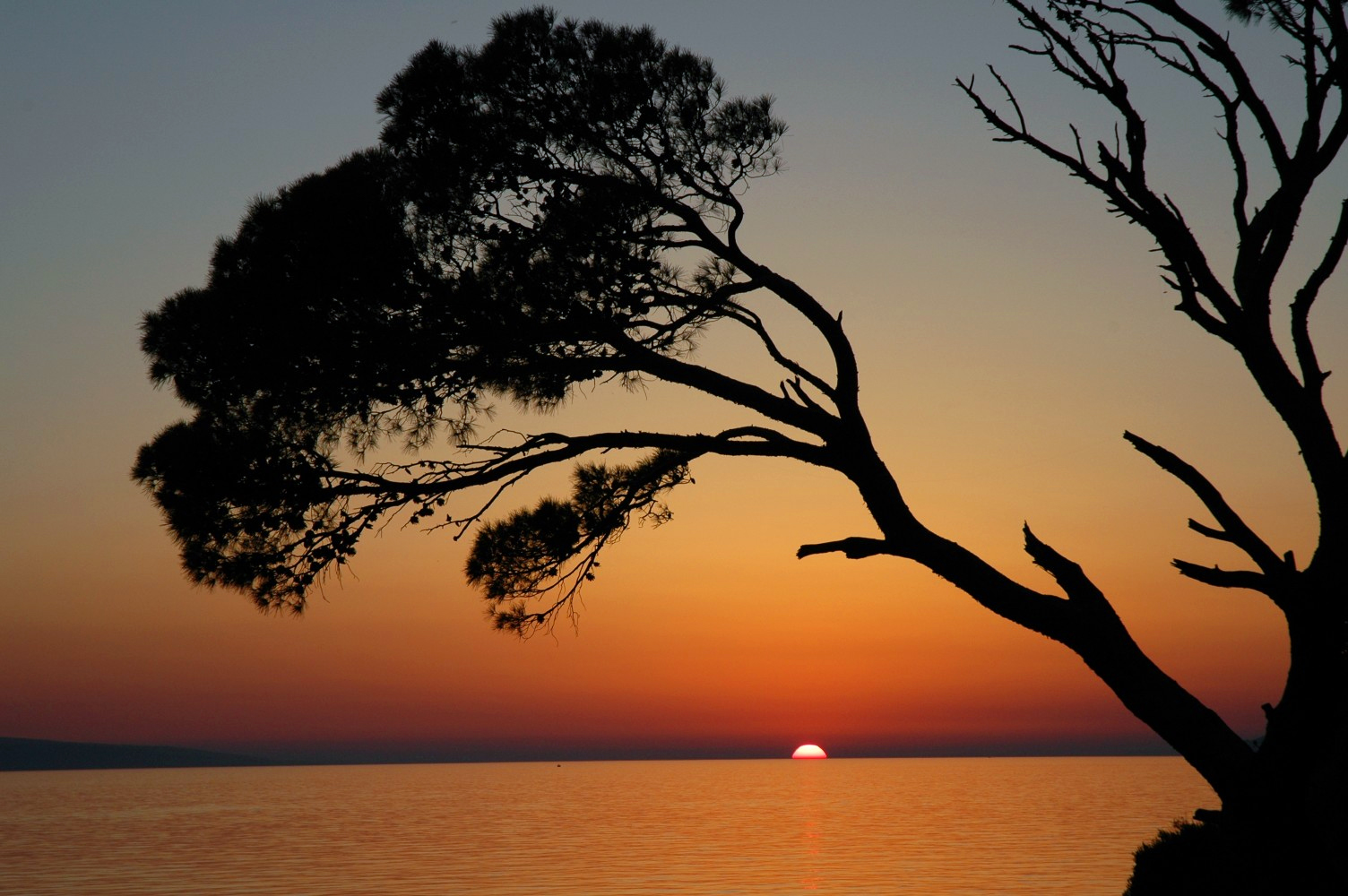
Tramonto a Brella, Croazia
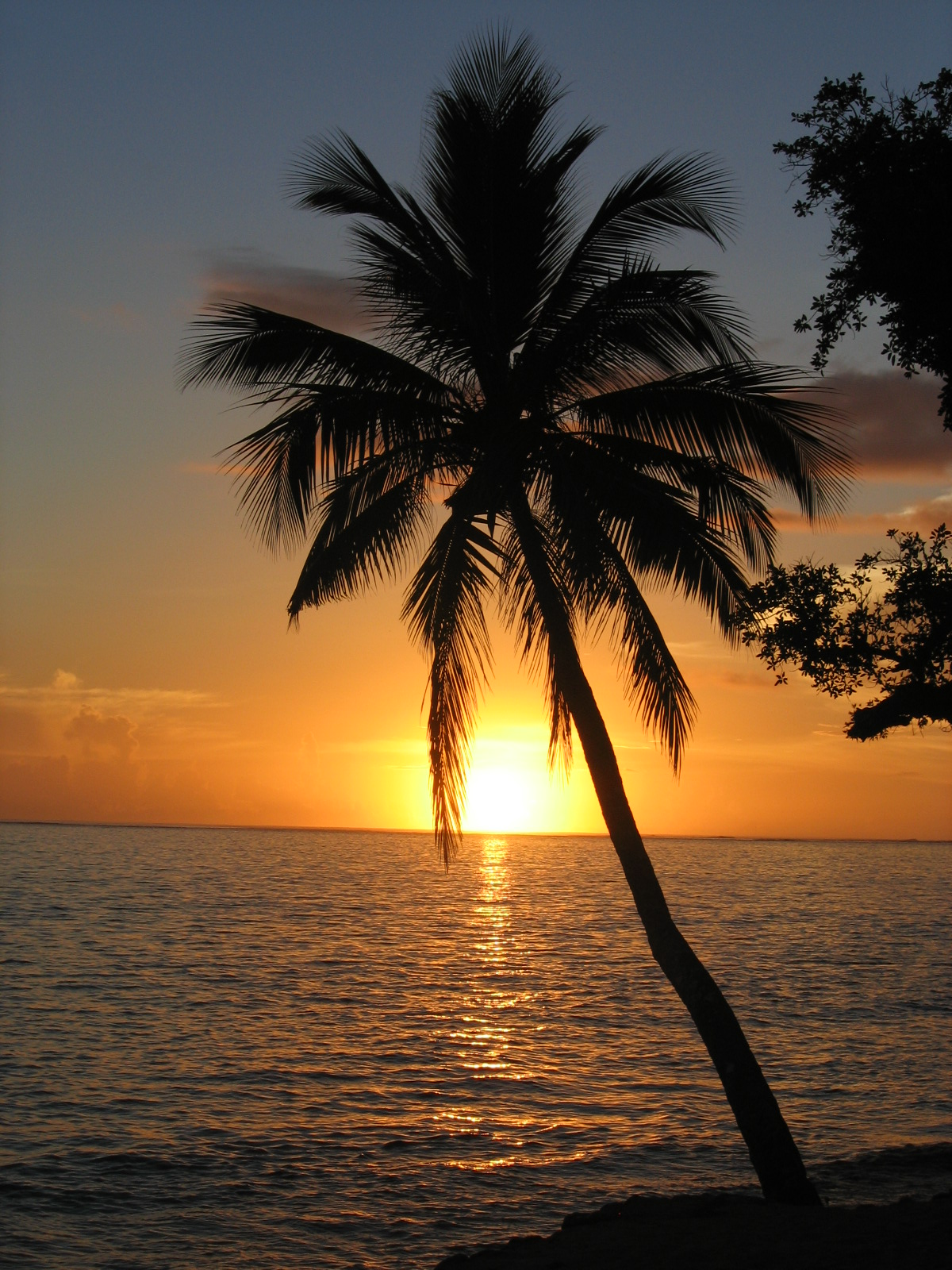
Tramonto nelle isole Fiji
Il ciclo completo di un tramonto sugli altipiani del deserto del Mojave
Fasi del periodo crepuscolare
La Terra rotante illuminata dal Sole vista dall'alto rispetto al Polo Nord. Lungo tutto il terminatore, i raggi del Sole hanno colpito la Terra orizzontalmente, trascurando gli effetti atmosferici e il movimento orbitale della Terra.